# SkyTeam

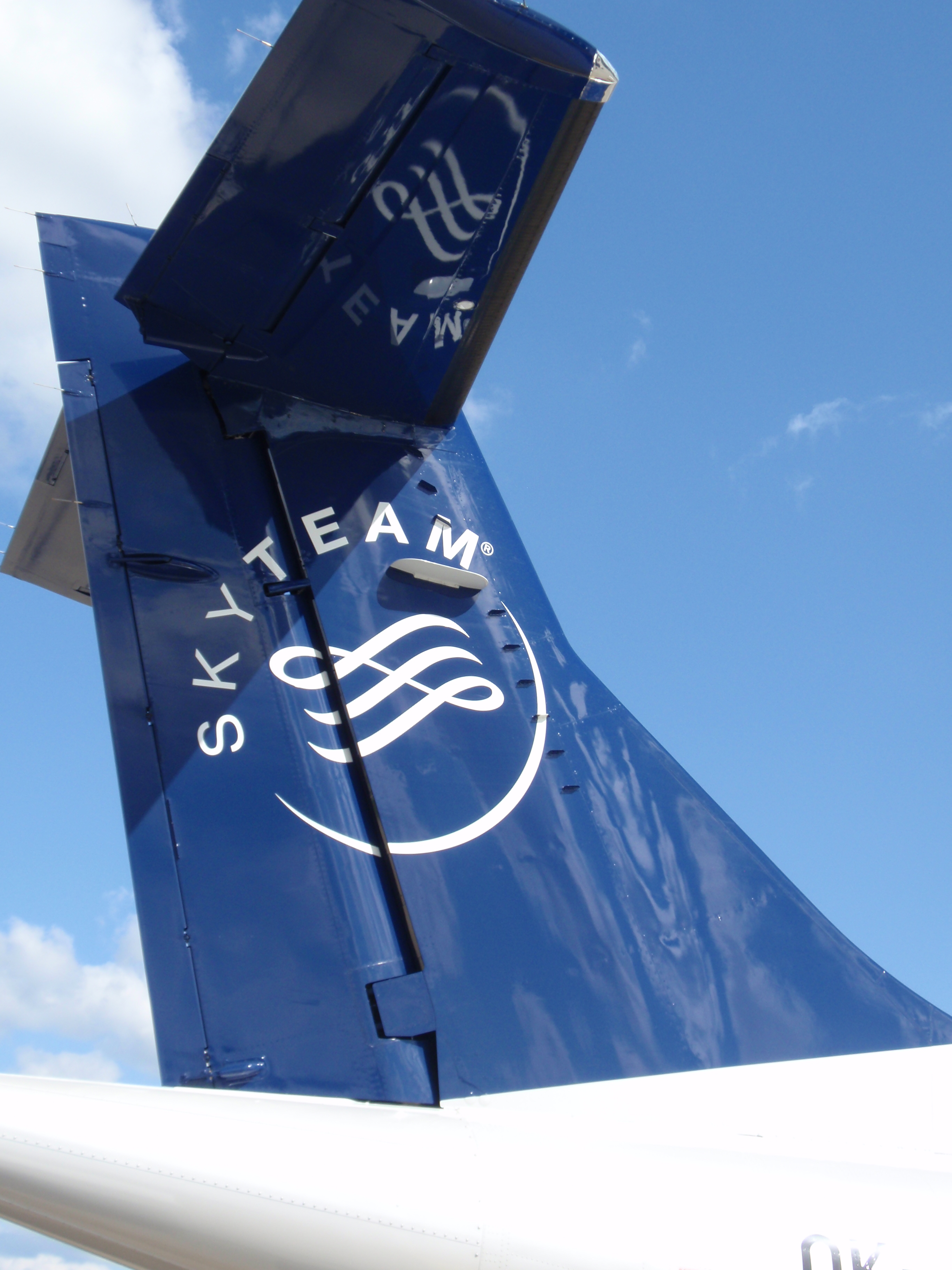
Logo aliance SkyTeam na letounu ATR 42-500 OK-JFL společnosti České aerolinie, rok 2009

SkyTeam je globální aliance leteckých společností různých států, která vznikla 22. června 2000 se čtyřmi zakladateli: Aeroméxico, Air France, Delta Air Lines a Korean Air. Je druhou největší leteckou aliancí po Star Alliance[zdroj?] a v současnosti díky celosvětově rozsáhlé síti zahrnuje 1000 destinací ve přibližně 170 zemích, s přes 15 000 lety denně. Mezi jednotlivými členy je na určitých linkách provozován tzv. codeshare.
Aerolinky sdružené do aliance SkyTeam si také vzájemně uznávají své věrnostní programy. Za míle proletěné s jiným partnerem proto například České aerolinie, které byly členem aliance od března 2001 do října 2024, načítaly body do svého OK plus programu.

## Historie

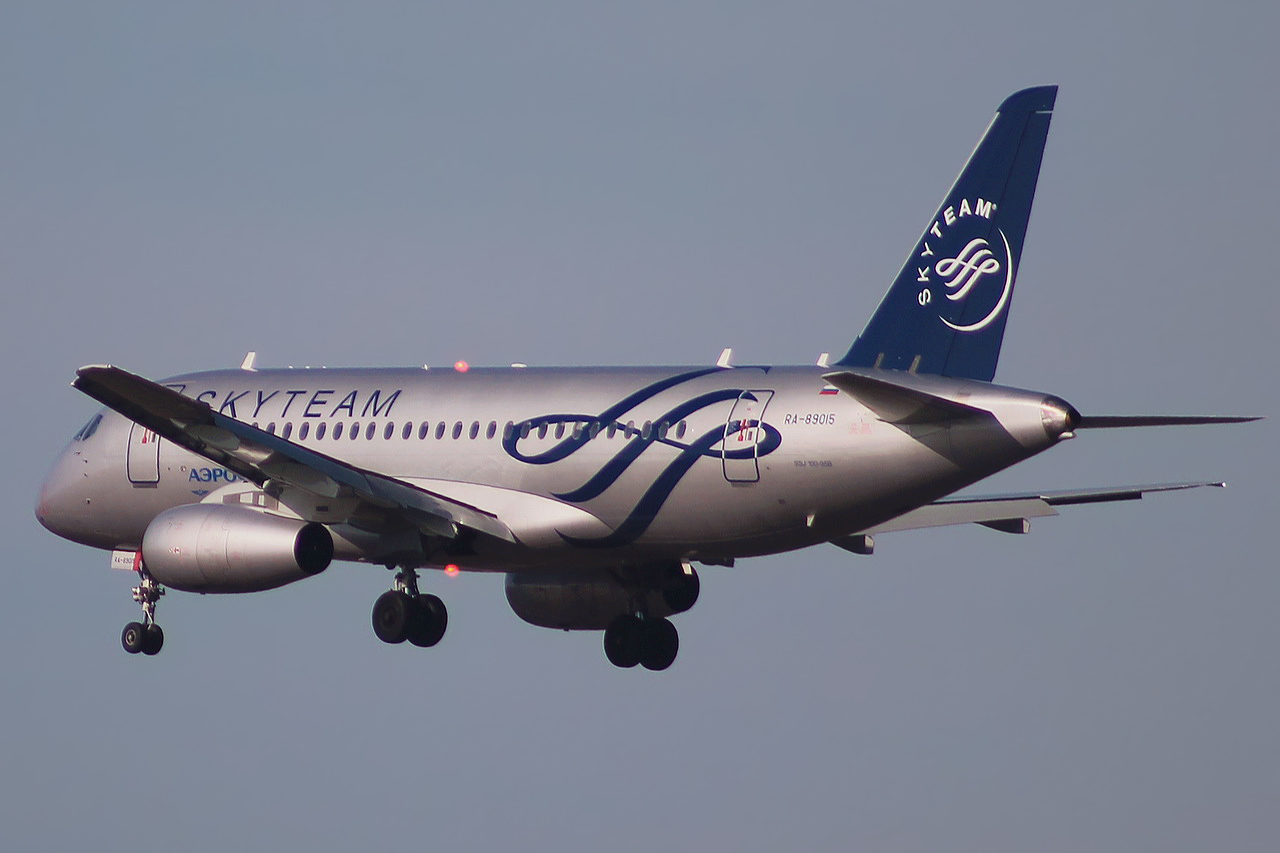
Suchoj Superjet 100 společnosti Aeroflot v barvách Skyteamu v roce 2014

V červnu 2000 oznámily letecké společnosti Aeroméxico, Air France, Delta Air Lines a Korean Air vznik aliance leteckých dopravců SkyTeam. V září toho roku vznikla největší aliance nákladních leteckých dopravců – SkyTeam Cargo.

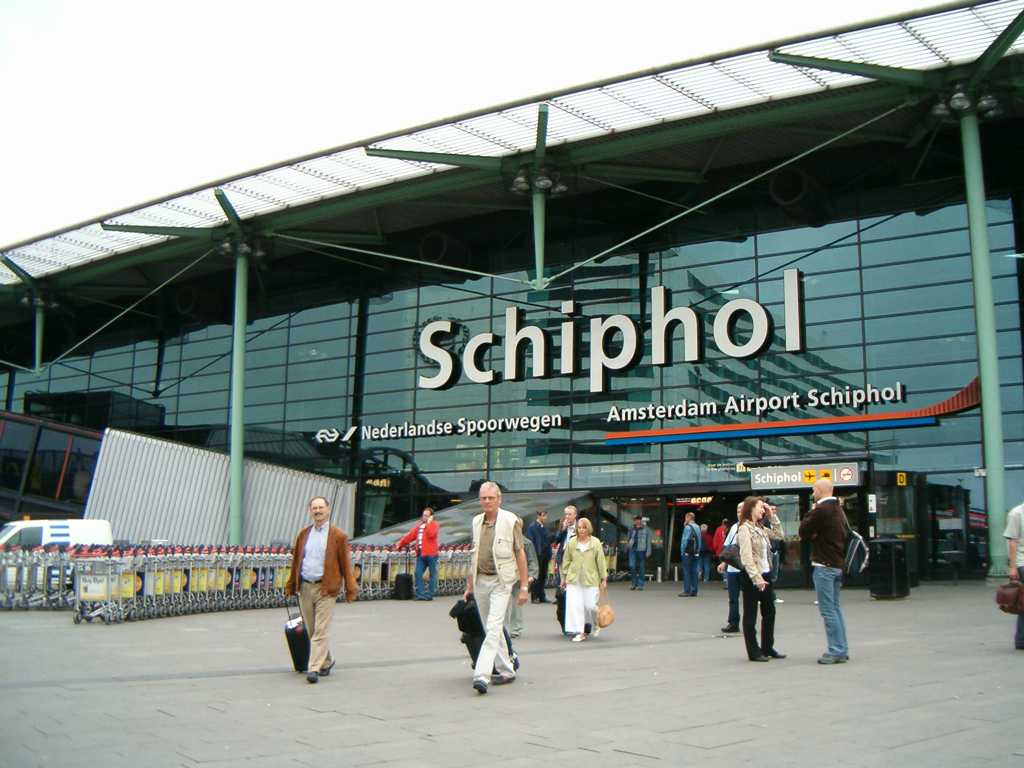
Mezinárodní letiště Amsterdam - Schiphol, sídlo SkyTeamu

- březen 2001: České aerolinie se stávají členem aliance
- červenec 2001: Alitalia se připojuje k alianci
- červenec 2002: SkyTeam se stává první globální leteckou aliancí, která zahrnuje členy, kteří mají kód ATI pro trasy nad dvěma oceány – Atlantikem a Pacifikem
- srpen 2002: SkyTeam zahajuje tarif Europe Pass
- leden 2003: SkyTeam oznámil svůj plán na zahájení Přidružených programů
- červenec 2004: SkyTeam zahajuje tarif America Pass
- září 2004: Continental Airlines, KLM a Northwest Airlines se připojují k alianci
- říjen 2005: SkyTeam zahajuje tarif Asia Pass
- duben 2006: Aeroflot se stává členem aliance
- duben 2006: SkyTeam oznámil zahájení SkyTeam Global Meetings
- červen 2006: podepsána dohoda s Britskou správou letišť (BAA) o přidružení členských aerolinií do terminálu T4 na mezinárodní letiště Heathrow v Londýně
- říjen 2006: čtyři členové SkyTeamu, provozující pravidelné lety do Brazílie, oznámily vytvoření společné operační struktury na mezinárodní letiště Guarulhos v São Paulo
- červen 2007: Leo van Wijk jmenován prvním předsedou SkyTeamu

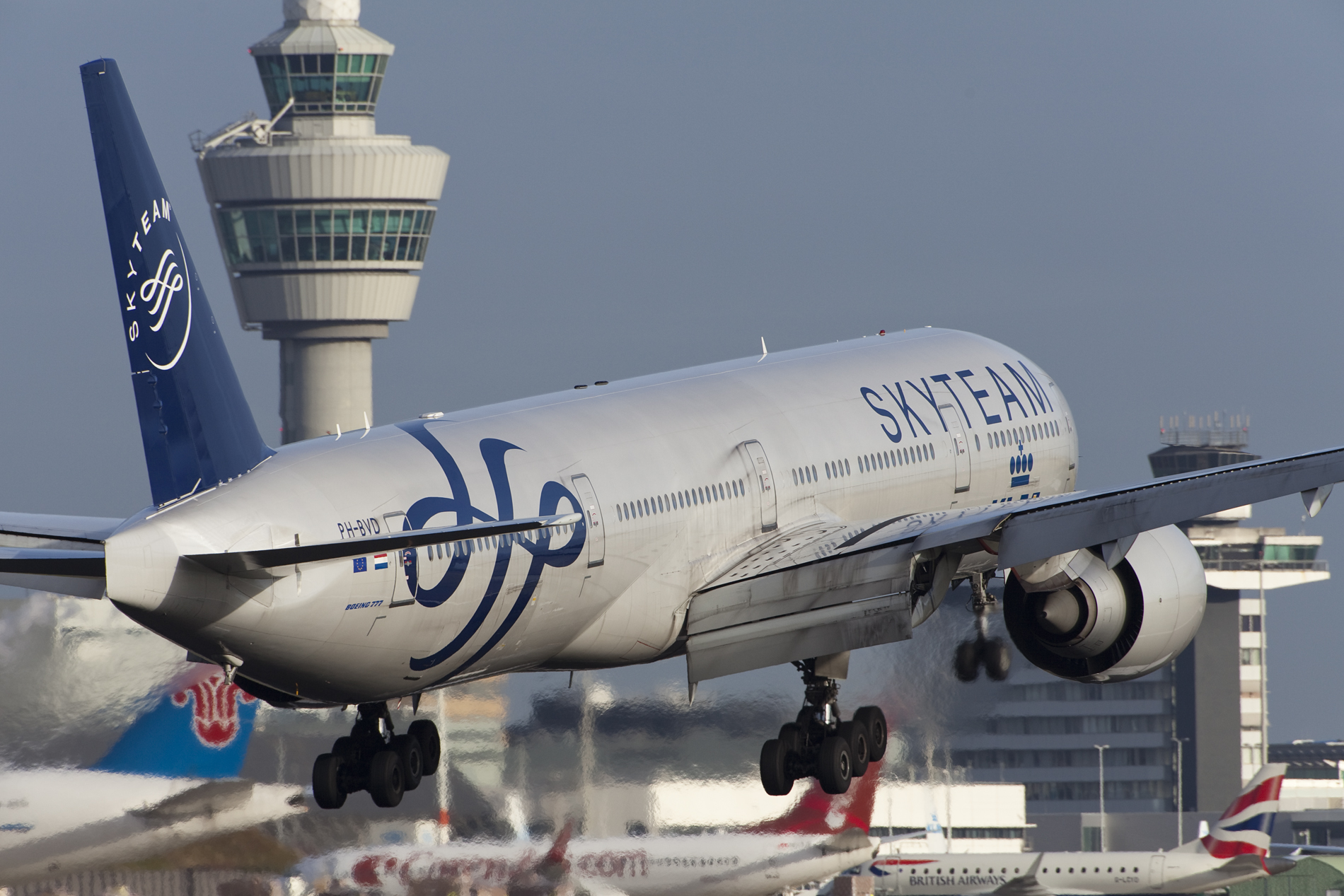
Boeing 777 registrace PH-BVD společnosti KLM v roce 2012

- Boeing 777 registrace PH-BVD společnosti KLM v roce 2012září 2007: SkyTeam oznámil první tři členy svého přidruženého programu – Air Europa, Copa Airlines a Kenya Airways
- listopad 2007: China Southern Airlines se připojuje k alianci.
- únor 2008: SkyTeam odhaluje plány na vytvoření společné operační struktury v terminálu T4 na letišti Londýn-Heathrow
- září 2008: SkyTeam zahajuje tarif China Pass
- duben 2009: začínají se používat speciální uniformy a nátěry letadel v barvách SkyTeamu
- září 2009: SkyTeam zahajuje tarif Mexiko Pass
- 24. října 2009: Continental Airlines a Copa Airlines
- 16. dubna 2010: China Eastern Airlines oznámily svůj záměr připojit se k alianci SkyTeam v červnu 2011
- 10. června 2010: Vietnam Airlines členem aliance
- 22. června 2010: SkyTeam obnovuje své členství v programu s okamžitou platností pro všechny plnohodnotné i přidlužené členy
- 25. června 2010: TAROM členem aliance
- 14. září 2010: China Airlines oficiálně oznámily svůj záměr připojit se k alianci v polovině roku 2011
- 1. listopadu 2010: oficiální oznámení o začlenění Shanghai Airlines v roce 2011 jako partner China Eastern Airlines
- 23. listopadu 2010: oficiální oznámení o začlenění Garuda Indonesia v roce 2012
- 30. listopadu 2010: oficiální oznámení o začlenění Aerolineas Argentinas v roce 2012
- 10. ledna 2011: oficiální oznámení o začlenění Saudia roce 2012
- 19. ledna 2011: oficiální oznámení o začlenění Middle East Airlines v roce 2012
- 1. ledna 2018: z aliance odešla aerolinie China Southern Airlines, v té době největší čínská letecká společnost
- 24. dubna 2022: z aliance byla vyloučená společnost Aeroflot
- 1. září 2024: do Aliance vstoupila společnost SAS
- 26. října 2024: v alianci ukončila činnost společnost České aerolinie[1]
- 3. února 2025: v alianci ukončila činnost společnost ITA Airways po zahájení své integrace do skupiny Lufthansa, která je členem Star Alliance

## Členové

### Současní
Stav v říjnu 2024
| Letecká společnost     | IATA zkratka | Prefix letenek | Země                   | Začlenění          | Věrnostní program (zákazníci) | Přidružené společnosti         |
| ---------------------- | ------------ | -------------- | ---------------------- | ------------------ | ----------------------------- | ------------------------------ |
| Aerolíneas Argentinas  | AR           | 044            | Argentina              | 29. srpna 2012     | Aerolineas Plus               | Austral Líneas Aéreas          |
| Aeroméxico             | AM           | 139            | Mexiko                 | 22. června 2000    | Aeromexico Rewards            | Aeroméxico Connect             |
| Air Europa             | UX           | 996            | Španělsko              | 1. září 2007       | Suma                          |                                |
| Air France             | AF           | 057            | Francie                | 22. července 2001  | Flying Blue                   | Joon, Transavia France, HOP!   |
| China Airlines         | CI           | 297            | Tchaj-wan              | 28. září 2011      | Dynasty Flyer                 | Mandarin Airlines              |
| China Eastern Airlines | MU           | 781            | Čína                   | 21. červen 2011    | Eastern Miles                 | Shanghai Airlines              |
| Delta Air Lines        | DL           | 006            | Spojené státy americké | 22. června 2000    | SkyMiles                      | Delta Connection Delta Shuttle |
| Garuda Indonesia       | GA           | 126            | Indonésie              | 5. března 2014     | GarudaMiles                   |                                |
| Kenya Airways          | KQ           | 706            | Keňa                   | 1. září 2009       | Asante Rewards                |                                |
| KLM                    | KL           | 074            | Nizozemsko             | 13. září 2004      | Flying Blue                   | KLM Cityhopper, Transavia      |
| Korean Air             | KE           | 180            | Jižní Korea            | 22. června 2006    | SKYPASS                       |                                |
| Middle East Airlines   | ME           | 076            | Libanon                | 13. ledna 2009     | Cedar Miles                   |                                |
| SAS                    | SK           | 117            | Dánsko                 | 1. září 2024       | EuroBonus                     | SAS Connect, SAS Link          |
| SAS                    | SK           | 117            | Norsko                 | 1. září 2024       | EuroBonus                     | SAS Connect, SAS Link          |
| SAS                    | SK           | 117            | Švédsko                | 1. září 2024       | EuroBonus                     | SAS Connect, SAS Link          |
| Saudia                 | SV           | 065            | Saúdská Arábie         | 2012               | Alfursan                      |                                |
| TAROM                  | RO           | 281            | Rumunsko               | 25. června 2010    | Flying Blue                   |                                |
| Vietnam Airlines       | VN           | 738            | Vietnam                | 6. října 2010      | Lotusmiles                    |                                |
| Virgin Atlantic        | VS           | 932            | Spojené království     | 2. března 2023     | Flying Club                   |                                |
| Xiamen Air             | MF           | 731            | Čína                   | 21. listopadu 2012 | Egret Club                    |                                |

### Bývalí
- Aerolitoral (2000 – 2007)
- Alitalia L.A.I. (2001 – 2008)
- Continental Airlines (2004 – 2009)
- China Southern Airlines (2007 – 2018)
- China Southern Cargo (2010 – 2018)
- Northwest Airlines (2004 – 2009)
- VLM Airlines (2000 – 2009)
- Song Airlines (2003 – 2006)
- Delta Express (2000 – 2001
- Copa Airlines (2007 – 2009)
- Malév (rozhodla se přestoupit k Oneworldu)
- Alitalia (2009 - 2021)
- Aeroflot (2006 - 2022)
- České aerolinie (2001-2024)
- ITA Airways (2021-2025)

### SkyTeam Cargo
- Aerolínas Argentinas Cargo (od 2012)
- Aéromexico Cargo (od 2000)
- Air France Cargo (od 2000)
- ITA Airways Cargo (2021-2025)
- Czech Airlines Cargo (od 2001)
- China Cargo Airlines
- Delta Cargo (od 2009, NWA Cargo od 2005)
- KLM Cargo (od 2004)
- Korean Air Cargo (od 2000)
- Saudia Cargo

## Letiště

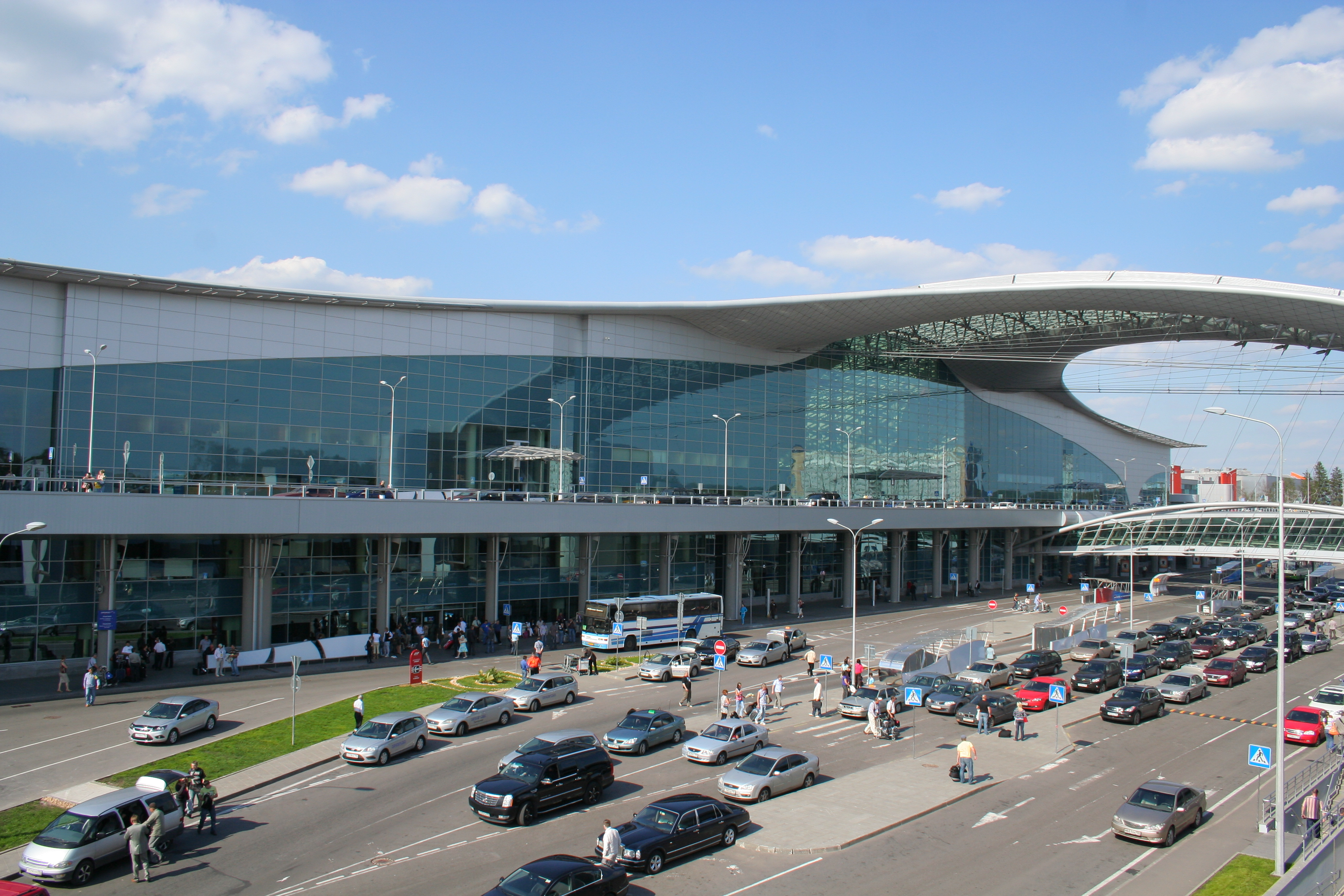
Letiště Moskva–Šeremeťjevo, Terminál D v roce 2010

| Letecká společnost       | Hlavní základna |
| ------------------------ | --- |
| Aeroflot                 | Mezinárodní letiště Moskva - Šeremetěvo |
| Aeroméxico               | Mezinárodní letiště Beníta Juáreze Mezinárodní letiště generála Mariana Escobeda Monterrey Mezinárodní letiště Dona Miguela Hidalga y Costilly Guadalajara Mezinárodní letiště generála Ignacia Pesqueiry Garcíy |
| Air Europa               | Mezinárodní letiště Madrid - Barajas |
| Air France               | Mezinárodní letiště Charlese de Gaulla Paříž Mezinárodní letiště Paříž - Orly Mezinárodní letiště Lyon - Saint Exupéry |
| China Southern Airlines  | Mezinárodní letiště Kanton - Baiyun Mezinárodní letiště Peking - Capital |
| Delta Air Lines          | Mezinárodní letiště Hartsfield-Jackson Atlanta Mezinárodní letiště Cincinnati/Severní Kentucky Mezinárodní letiště Metropolitian Detroit Mezinárodní letiště Memphis Mezinárodní letiště Minneapolis-Saint Paul Mezinárodní letiště Johna F. Kennedyho Mezinárodní letiště Salt Lake City Mezinárodní letiště Tokio - Narita |
| Kenya Airways            | Mezinárodní letiště Joma Kenyatty |
| KLM Royal Dutch Airlines | Mezinárodní letiště Amsterdam - Schiphol |
| Korean Air               | Mezinárodní letiště Soul - Inčchon Mezinárodní letiště Soul - Kimpcho Mezinárodní letiště Pusan - Gimhae Mezinárodní letiště Jeju |
| SAS                      | Mezinárodní letiště Kastrup Letiště Stockholm-Arlanda Mezinárodní letiště Oslo - Gardermoen |
| TAROM                    | Mezinárodní letiště Henriho Coandy Bukurešť - Otopeni |
| Vietnam Airlines         | Mezinárodní letiště Tân Sơn Nhất Mezinárodní letiště Hanoj - Noj baj |

## Věrnostní programy
Následující tabulka ukazuje, jaké úrovně dosahují věrnostní programy leteckých společností v rámci SkyTeamu
| Letecká společnost                      | Název programu        | SkyTeam Elite             | SkyTeam Elite Plus                                  |
| --------------------------------------- | --------------------- | ------------------------- | --------------------------------------------------- |
| Aerolíneas Argentinas                   | Aerolíneas Plus       |                           | Platino Diamante                                    |
| Aeroméxico                              | Aeromexico Rewards    | Gold                      | Platinum Titanum                                    |
| Aircalin Air France-KLM Transavia TAROM | Flying Blue           | Silver                    | Gold Platinum                                       |
| Air Europa                              | Suma                  | Silver                    | Gold Platinum                                       |
| Delta Air Lines                         | SkyMiles              | Silver Medallion          | Gold Medallion Platinum Medallion Diamond Medallion |
| Garuda Indonesia                        | GarudaMiles           | GarudaMiles Gold          | GarudaMiles Platinum                                |
| China Airlines                          | Dynasty Flyer Program | Gold Membership           | Emerald Membership Paragon Membership               |
| Korean Air                              | Skypass               | Morning Calm              | Morning Calm Premium Million Miller                 |
| Kenya Airways                           | Asante Rewards        | Silver Status Gold Status | Platinum Status                                     |
| Middle East Airlines                    | Cedar Miles           | Silver                    | Gold Platinum                                       |
| SAS                                     | Eurobonus             | Member Silver             | Gold Diamond Pandion                                |
| Saudia                                  | Alfursan              | Silver                    | Gold                                                |
| Vietnam Airlines                        | Lotusmiles            | Titanium Gold             | Platinum Million Miler                              |
| Virgin Atlantic                         | Flying Club           | Silver                    | Gold                                                |
| Xiamen Air                              | Egret Club            | Silver Gold               | Platinum Diamond                                    |

## Nátěry SkyTeam
Od roku 2009 mají členské společnosti alespoň jedno letadlo v barvách SkyTeamu
| Letecká společnost | Datum                              | Letadla                                      | Registrace           |
| ------------------ | ---------------------------------- | -------------------------------------------- | -------------------- |
| Delta Air Lines    | Duben 2009 Září 2009 Prosinec 2010 | Boeing 767-400 Boeing 757-200 Boeing 767-300 | N844MH N717TW N175DZ |
| Aeroméxico         | Květen 2009 Listopad 2010          | Boeing 767-200 Embraer E-145                 | Xa-JBC XA-CLI        |
| Alitalia           | Květen 2009                        | Boeing 767-300                               | EI-DBP               |
| Air France         | Červen 2009                        | Boeing 777-300                               | F-GZNE               |
| KLM                | Srpen 2009 Květen 2010             | Boeing 777-300 Boeing 737-900                | PH-BVD PH-BXO        |
| Aeroflot           | Říjen 2009                         | Airbus A330-300                              | VQ-BCQ               |
| Korean Air         | Říjen 2009                         | Boeing 777-200                               | HL7733               |
| Vietnam Airlines   | Červen 2010                        | Airbus A330-200                              | VN-A371              |
| Air Europa         |                                    | Boeing 737-800                               |                      |
| Kenya Airways      |                                    | Boeing 767-300                               |                      |
| TAROM              |                                    | Boeing 737-800                               |                      |

## Galerie

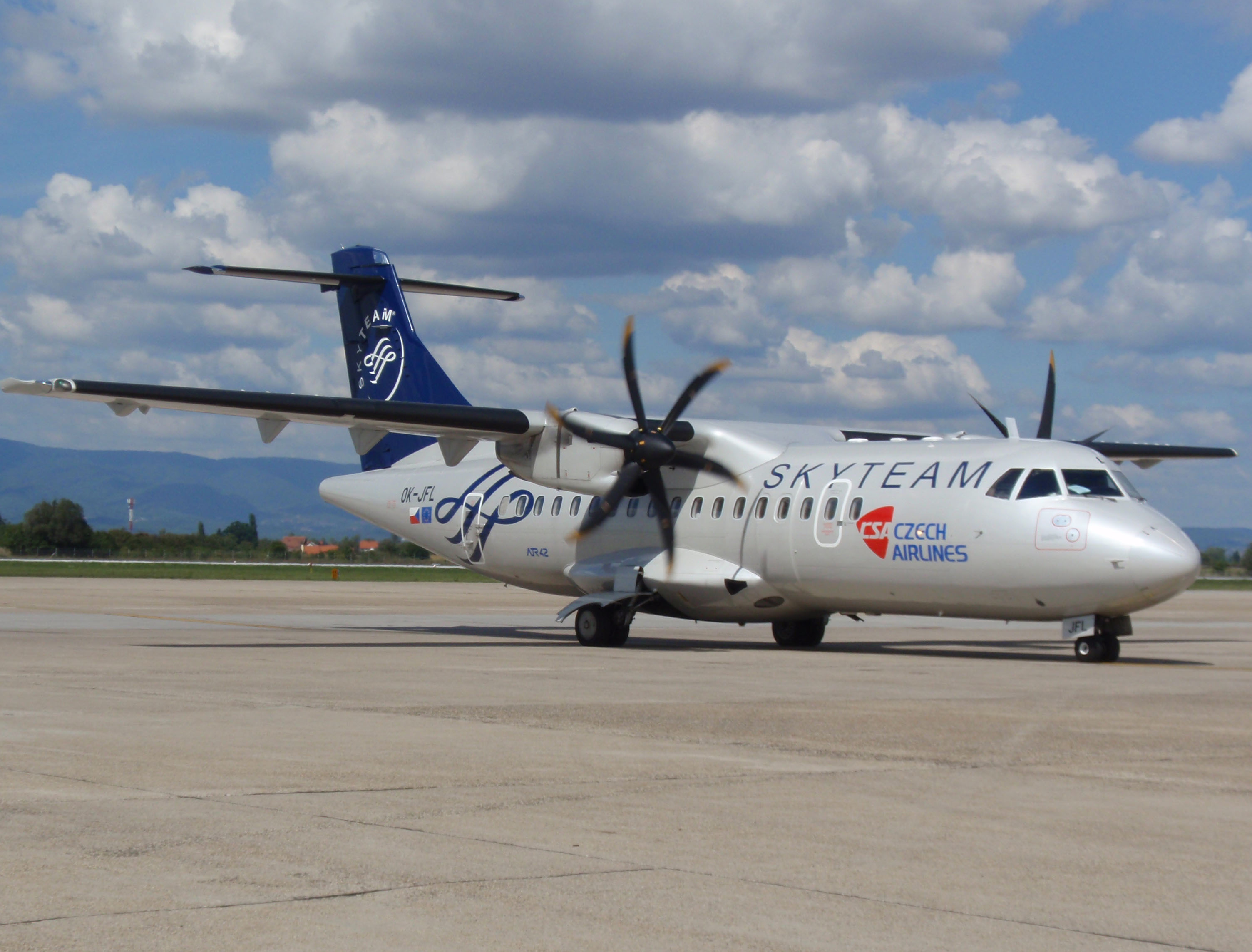
ATR 42-500 ČSA v barvách SkyTeamu
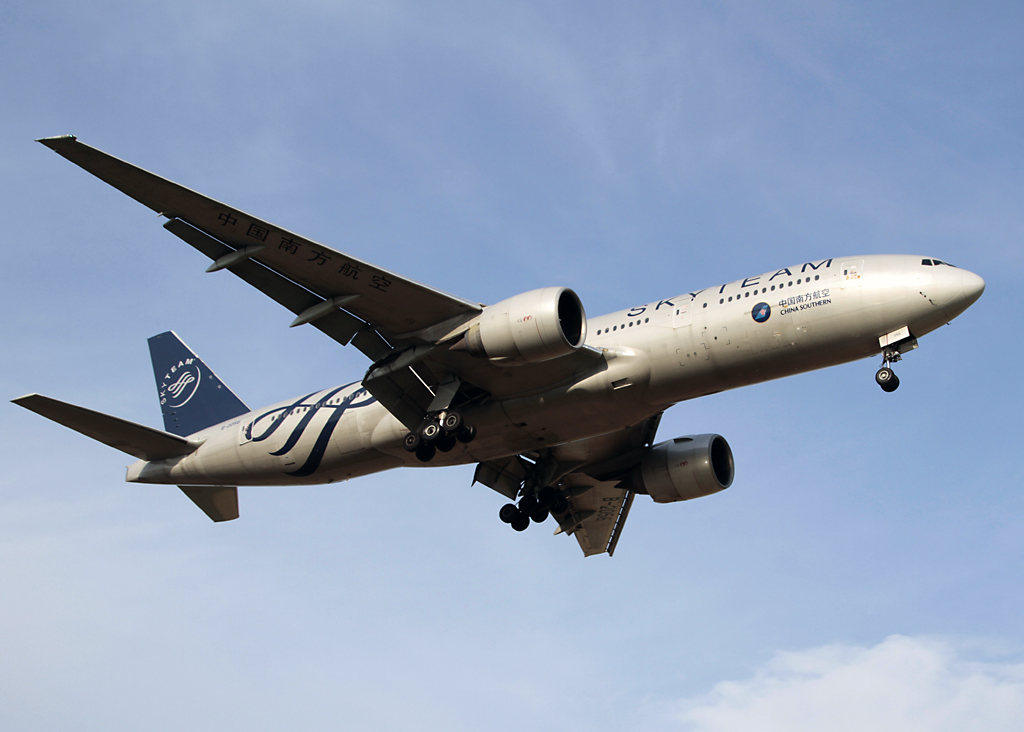
Boeing 777-200 China Sounthern v barvách SkyTeamu
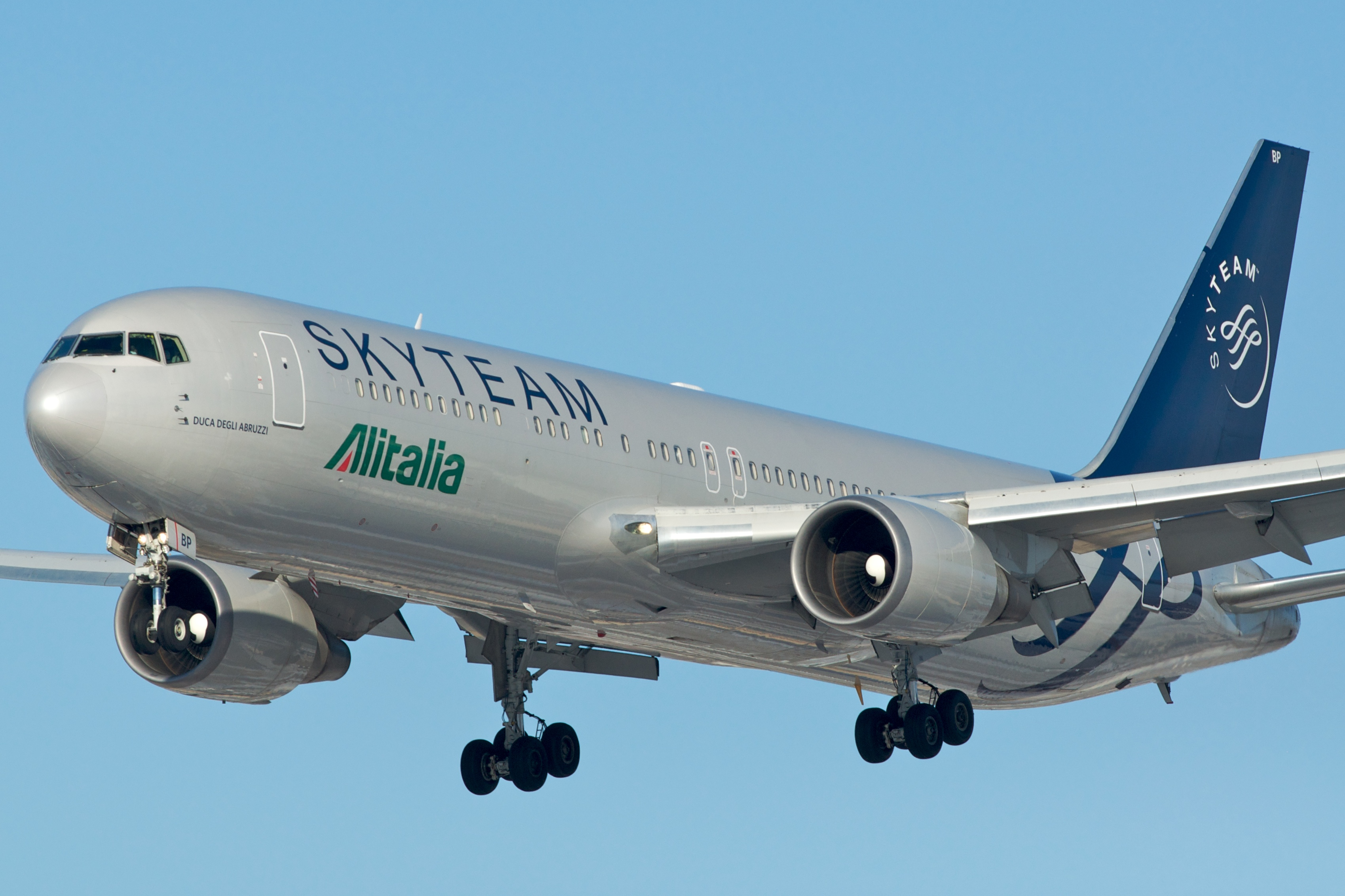
Boeing 767-300 Alitalia v barvách Skyteamu
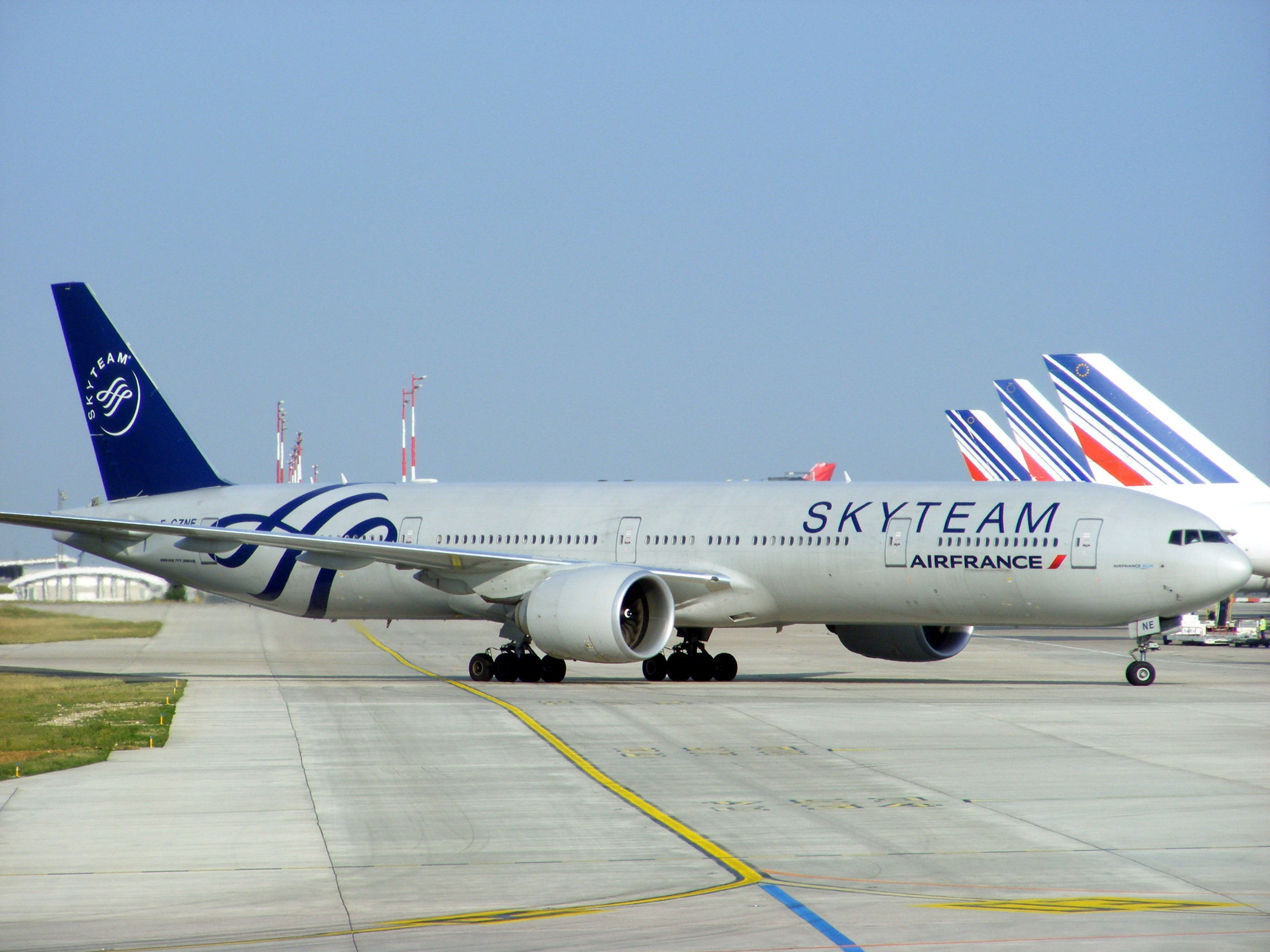
Boeing 777-300 Air France v barvách SkyTeamu
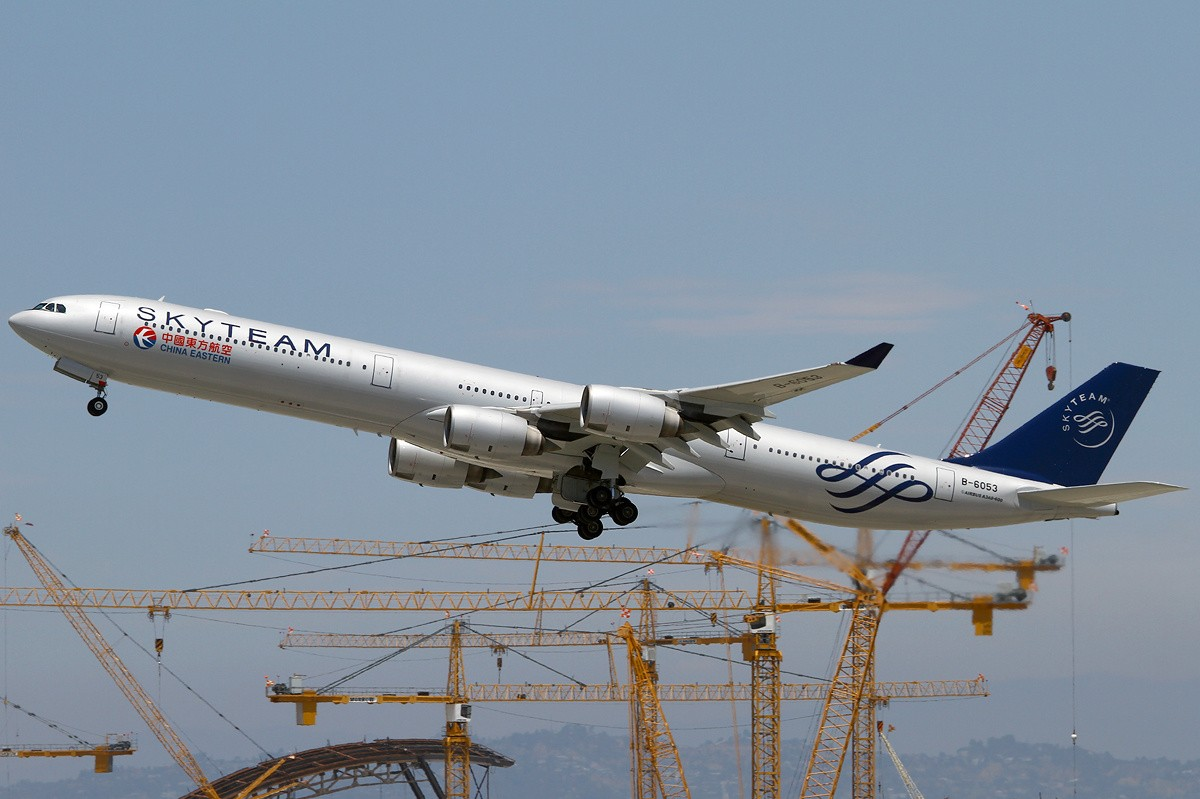
Airbus A340-300 China Eastern